# Brasilândia do Sul
Brasilândia do Sul è un comune del Brasile nello Stato del Paraná, parte della mesoregione del Noroeste Paranaense e della microregione di Umuarama. Si trova 610 a ovest della capitale dello Stato Curitiba.